# Градища (Друшка)
Градища (на гръцки: Γράτιστα) е археологически обект, антично селище, край воденското село Друшка (Дросия), Гърция.
Селището е разположено югоизточно от Друшка на едноименния хълм Градища. Обитавано е от праисторическата, през класическата до елинистическата епоха.
В 1999 година е обявено за защитен археологически паметник.